# Вулиця Генерала Шухевича (Луцьк)
Вулиця Генерала Шухевича — вулиця в Луцьку, що сполучає проспект Перемоги з проспектом Грушевського.
Вулиця названа на честь українського політичного і державного діяча, військового, Героя України — Романа Шухевича.
Назву вулиця отримала у 2007 році, будучи перейменованою з вул. Кузнєцова.